# تپه قالا یالی
تپه قالا یالی مربوط به دوره ساسانیان است و در شهرستان خدابنده، بخش مرکزی، روستای سهرورد واقع شده و این اثر در تاریخ ۲۴ تیر ۱۳۸۲ با شمارهٔ ثبت ۹۱۹۵ به‌عنوان یکی از آثار ملی ایران به ثبت رسیده است.